# Fabryka Taśm Transporterowych Wolbrom
Fabryka Taśm Transporterowych Wolbrom S. A. – polski producent wyrobów gumowych. FTT Wolbrom, należy do czołówki na rynku międzynarodowym, a w kraju jest najstarszym producentem wyrobów gumowych. Od ponad 115 lat przedsiębiorstwo wytwarza wyroby w tej samej lokalizacji

## Historia
W 1909, austriacki przedsiębiorca Peter Westen założył w Wolbromiu Olkuskie Towarzystwo Akcyjne Przemysłu Żelazno-Metalowego. Początkowo zakład stanowił filię Fabryki Naczyń Emaliowanych w Olkuszu powstałej w 1908, ale jeszcze przed I wojną światową stał się przedsiębiorstwem samodzielnym, w dalszym ciągu w posiadaniu Westenów.
Problemy z dostawami uszczelek gumowych do produkowanych w zakładzie m.in. ocynkowanych baniek na mleko – odmowa ich dostaw przez fabryki Treugolnik w Petersburgu i Prowodnik w Rydze, wymusiły zmianę profilu produkcji. W 1912 powstał zakład; „Wolbrom – Fabryka Wyrobów Gumowych Spółka Akcyjna w Wolbromiu”.
Po uzyskaniu niepodległości przez Polskę, w 1919 roku fabryka przeszła pod polski zarząd państwowy, lecz wkrótce została ponownie reprywatyzowana.
W wyniku nacjonalizacji po II wojnie i po utworzeniu zjednoczenia Stomil, zakład przemianowano na Wolbromskie Zakłady Przemysłu Gumowego „Stomil”. Rozpoczęta po 1989 roku prywatyzacja i restrukturyzacja przemysłu w Polsce, doprowadziła do likwidacji zjednoczeń i usamodzielnienia wchodzących w ich skład przedsiębiorstw.
W roku 1992 dokonano restrukturyzacji i podziału Wolbromskich Zakładów Przemysłu Gumowego „Stomil”. W jego wyniku rozpoczęła działalność; Fabryka Taśm Transporterowych Wolbrom S.A., oraz m.in. Fabryka Węży Gumowych i Tworzyw Sztucznych „Fagumit” Sp. z o.o. Wolbrom.

## Produkcja
Zakład produkuje; Taśmy przenośnikowe tkaninowo-gumowe trudno palne, przeznaczone do transportu materiałów sypkich w podziemnych wyrobiskach zakładów górniczych wydobywających kopaliny (np. węgiel kamienny, rudy metali, sól, kruszywa). Płyty gumowe, dwustronnie gładkie, z jednostronnym i dwustronnym obiciem tkaniny, mogą by wzmacniane przekładkami tkaninowymi, przeznaczone do stosowania w pomieszczeniach zamkniętych, jak i na zewnątrz. Pasy pędne płaskie, tkaninowo-gumowe, znajdujące zastosowanie do napędu dmuchaw, wirówek, szlifierek, traków itp. w przemysłach: drzewnym, zbożowo – młynarskim, w rolnictwie i w innych gałęziach przemysłu do przenoszenia małych mocy.